# Maipú (departement van Mendoza)
Maipú (Mendoza) is een departement in de Argentijnse provincie Mendoza. Het departement (Spaans:  departamento) heeft een oppervlakte van 617 km² en telt 153.600 inwoners.

## Plaatsen in departement Maipú
- Coquimbito
- Cruz de Piedra
- Fray Luis Beltrán
- General Gutiérrez
- General Ortega
- Las Barrancas
- Lunlunta
- Luzuriaga
- Maipú
- Rodeo del Medio
- Russell
- San Roque